# Teratopora plicata
Teratopora plicata là một loài bướm đêm thuộc phân họ Arctiinae, họ Erebidae.